# 昂巴雷斯和拉格拉沃
昂巴雷斯和拉格拉沃（法語：Ambarès-et-Lagrave，法語發音：[ɑ̃baʁɛs e laɡʁav]）是法国吉伦特省的一个市镇，属于波尔多区。该市镇于1817年由原市镇昂巴雷斯（Ambarès）和拉格拉沃（Lagrave）合并而成。

## 地理
昂巴雷斯和拉格拉沃（44°55'29"N, 0°29'12"W）面积24.76 平方千米，位于法国新阿基坦大区吉倫特省，该省份为法国西南部沿海省份，是法國本土面积最大的省，北起滨海夏朗德省，西临大西洋，南至朗德省，东南接洛特-加龍省，东临多爾多涅省。
与昂巴雷斯和拉格拉沃接壤的市镇（或旧市镇、城区）包括：昂贝斯、卡尔邦布朗、巴桑斯、圣厄拉利、圣卢贝斯、圣路易德蒙费朗、圣樊尚德保罗。

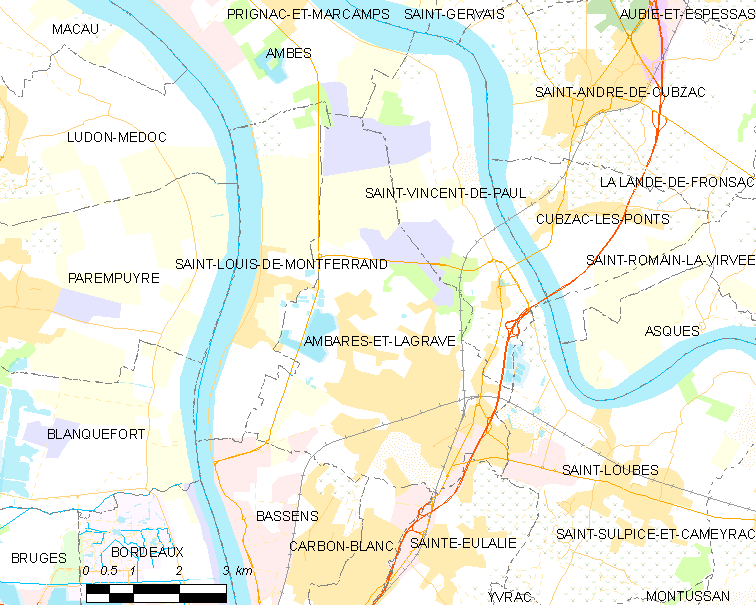
昂巴雷斯和拉格拉沃的OSM定位图

昂巴雷斯和拉格拉沃的时区为UTC+01:00、UTC+02:00（夏令时）。

## 行政
昂巴雷斯和拉格拉沃的邮政编码为33440，INSEE市镇编码为33003。

## 政治
昂巴雷斯和拉格拉沃所属的省级选区为半岛县。

## 人口

1962-2008年间昂巴雷斯和拉格拉沃人口变化图示

昂巴雷斯和拉格拉沃于2022年1月1日时的人口数量为17298人。